# PocoMail
PocoMail — shareware почтовый клиент для Microsoft Windows, изначально разработанный компанией Poco Systems в 1999 году. Изначально он был разработан для обеспечения лучшей безопасности от спама и защиты от сетевых атак с помощью собственного метода сценариев под названием PocoScript, в отличие от используемых сценариев JavaScript или от стандартного Microsoft Script.
Pocomail получил награду «Shareware Program of the Year 2000» от PC Magazine за то, что клиент был интуитивно понятен и прост в использовании, поддерживал POP3 и IMAP протоколы, имел поддержку просмотра в HTML формате, а также позволял получить доступ сразу к нескольким учётным записям в одном простом приложении.
Самое последнее обновление было с выпуском релиза 4.8 (на апрель 2009 года), в него были добавлены новые функциональные возможности, такие как возможность редактировать письма, которые были отправлены или получены, а также в рамках проекта «RoseCity Software» сделать PocoMail новый обновлённый почтовый клиент, направленный для пользователей клиента электронной почты «Courier» (разработка которого остановилась 3 марта 2008 года). Дополнительными особенностями были самые сильные ключевые стороны почтового клиента «Courier», которые были встроены в PocoMail. PocoMail также включал в себя сильный движок фильтрации, основанный на алгоритме Bayesian, для предотвращения спама. PocoMail имеет проблемы с отображением кодированных символов в UTF-8. Дальнейшая разработка проекта была прекращена.
Стоит отметить тот факт, что программа имеет инструмент для создания рассылок, есть встроенный модуль для проверки орфографии, существует возможность просмотра электронных писем в формате HTML, есть встроенные шаблоны с применением переменных и библиотека графических смайлов, адресная книга, стили оформления, поддержка получения новостей в формате RSS, может произвести сортировку почты, импорт писем (Microsoft Outlook, Outlook Express, The Bat!, Netscape, Eudora Mail, Pegasus Mail, Calypso, Unix mailers), а также есть возможность автоматической архивации всей почтовой базы для восстановления всей информации из резервной копии из-за непредвиденного сбоя и многое другое.